# Siciforda sexiarticulata
Siciforda sexiarticulata är en insektsart som beskrevs av Zhang, G.-x. 1998. Siciforda sexiarticulata ingår i släktet Siciforda och familjen långrörsbladlöss. Inga underarter finns listade i Catalogue of Life.